# Agustín Moreira
Federico Agustín Moreira Guarino (23 juli 1993) is een Uruguayaans wielrenner. Zijn vader en broer zijn ook actief (geweest) in het wielrennen.

## Carrière
In 2015 werd Moreira negende in de Ronde van Uruguay, op ruim een minuut van winnaar Carlos Oyarzún. Hiermee was hij wel de bestgeklasseerde jongere, waardoor hij het jongerenklassement won. Een jaar later werd hij nationaal kampioen tijdrijden door het 36,6 kilometer lange parcours in en rond Canelones sneller af te leggen dan Alan Presa en Richard Mascarañas. In 2017 werd hij opnieuw Uruguayaans kampioen in de tijdrit. Op het Pan-Amerikaanse kampioenschap tijdrijden dat jaar, waar winnaar José Luis Rodríguez bijna drieënhalve minuut sneller was, werd hij negende.

## Overwinningen
2012
 Uruguayaans kampioen tijdrijden, Beloften
2014
 Uruguayaans kampioen tijdrijden, Beloften
2015
 Uruguayaans kampioen tijdrijden, Beloften
Jongerenklassment Ronde van Uruguay
2016
 Uruguayaans kampioen tijdrijden, Elite
2017
 Uruguayaans kampioen tijdrijden, Elite